# Троїцька загальноосвітня школа (Павлоградський район, Дніпропетровська область)
Троїцька загальноосвітня школа І-ІІІ ступенів — україномовний навчальний заклад І-III ступенів акредитації у селі Троїцьке, Павлоградського району Дніпропетровської області.

## Загальні дані
Троїцька загальноосвітня школа І-ІІІ ступенів розташована за адресою: вул. Леніна,110-A, село Троїцьке (Павлоградський район) — 51491, Україна.
Директор закладу — Голосний Геннадій Федорович.
Мова викладання — українська.
Профільна направленість: Природничо-математичний, Суспільно-гуманітарний. 
Школа бере участь в регіональних та міжнародних освітніх програмах: Модернізація сільської освіти Дніпропетровщини.
В освітньому закладі функціонує міні-етномузей.
Освітній заклад названий на честь вчителя-підпільника І.П.Запорожченка.
1 березня 2014 року було оголошено про початок розроблення електронної бібліотеки навчальної літератури.

## Джерело-посилання
- Школа на сайті Павлоградського району